# Hans Weineck
Hans Weineck (* 16. April 1926; † 2. Januar 2011 in Dresden) war ein Dresdner Arbeiterfunktionär und Autor.

## Leben
Er war der Sohn des am 16. August 1944 hingerichteten Dresdner Arbeiterfunktionärs Arthur Weineck, der seit 1922 SPD-Mitglied war und 1928 in die wechselte KPD, wo er u. a. als Stadtteilleiter der KPD den Bau des Arbeiterheims im Körnergarten in der Großen Meißner Straße organisierte.
Während der Machtergreifung der NSDAP gelang es seinem Vater, sich einige Zeit der Verhaftung zu entziehen. Ende März 1933 geriet er in Haft im Polizeipräsidium Dresden, später bis zum Jahresende im KZ Hohnstein in der Sächsischen Schweiz. Zum Zeitpunkt der Ermordung seines Vaters war Hans Weineck 18 Jahre alt. Nach Ende des Zweiten Weltkrieges trat Hans Weineck der SED bei und widmete sich später speziell der Sammlung von Dokumenten zur Parteigeschichte. Er verfasste mehrere Publikationen, zum Teil in enger Zusammenarbeit mit sächsischen Archivaren des Staatsarchivs Dresden, an dem er zeitweilig wirkte, wie Reiner Groß und Manfred Kobuch. Im Jahr 2007 publizierte er ein Lebensbild seines 1944 hingerichteten Vaters.

## Nachlass
Die zeitgeschichtliche Dokumentensammlung von Hans Weineck wird heute im Stadtarchiv Dresden verwahrt. Sie hat einen beachtlichen Umfang von mehr als drei laufenden Metern.

## Werke (Auswahl)
- mit Gerhard Sorge und Heinz Tegge: Die Novemberrevolution 1918 und die Gründung der Kommunistischen Partei Deutschlands im Bezirk Ostsachsen, Dresden, SED-Bezirksleitung, Kommission zur Erforschung der Geschichte der Örtlichen Arbeiterbewegung, 1968.
- Werden und Wachsen der Deutschen Demokratischen Republik. Dokumentensammlung zur Geschichte der DDR, Bd. 1, Dresden, 1969.
- Die Freie Deutsche Jugend des heutigen Bezirkes Dresden im Kampf um Frieden, Demokratie und Sozialismus. Dokumente zur Geschichte der FDJ, Teil 1, Dresden 1974.
- mit Reiner Groß und Helmut Ramm: Betriebs- und Ortszeitungen der KPD. Bezirk Erzgebirge/Vogtland 1928–1933, Karl-Marx-Stadt, Dresden, 1977.
- (mit Manfred Kobuch): Die Freie Deutsche Jugend des heutigen Bezirkes Dresden im Kampf um Frieden, Demokratie und Sozialismus. Dokumente zur Geschichte der FDJ, Teil 2, Dresden 1979.
- Die Freie Deutsche Jugend des heutigen Bezirkes Dresden im Kampf um Frieden, Demokratie und Sozialismus. Dokumente zur Geschichte der FDJ, Teil 3, Dresden 1981.
- mit mehreren anderen Autoren: Zum Höchsten der Menschheit. Antifaschistischer Widerstandskampf der KPD und KPTsch in den Grenzgebieten der Oberlausitz und Liberec/Varnsdorf 1933–1938, Dresden 1984.
- Arthur Weineck, ein Lebensbild aus nach der Wende zugänglichen Dokumenten der Gestapoleitstelle Dresden und des Volksgerichtshofs, sowie Erinnerungen von Zeitzeugen und seinem Sohn Hans Weineck, Dresden, 2007.